# Michel Kikoïne
Michel Kikoïne (belarussisch Міхаіл Кікоін russisch Михаил Кико́ин Michail Kikóin; * 31. Mai 1892 in Retschyza, heute Belarus; † 4. November 1968 in Cannes) war ein belarussisch-französischer Maler der École de Paris der 1920er Jahre.

## Leben
Geboren als Sohn eines jüdischen Bankiers aus Homel lernte Michail Kikóin (so seine damalige Namensschreibung) das Malen zuerst in Minsk, dann im heute litauischen Vilnius. 1911 oder 1912 kam er mit seinem Freund Chaim Soutine nach Paris, wo er in der Künstlerkolonie La Ruche im Viertel Montparnasse lebte und an der École des Beaux-Arts studierte. Er war befreundet mit Pinchus Kremegne. Kikoïne heiratete 1914 und wurde Vater einer Tochter (Claire) und eines Sohnes, der ebenfalls Maler wurde. Im gleichen Jahr wurde er als Soldat eingezogen und diente im Ersten Weltkrieg. 1919 hatte er seine erste Ausstellung im Pariser Salon d’Automne.
Während des Vichy-Regimes hielt er sich in oder in der Gegend von Toulouse verborgen und konnte nach der Befreiung von Paris 1944 in die Hauptstadt zurückkehren. 1958 bis zu seinem Tod 1968 lebte er in Cannes an der Côte d’Azur und malte vor allem Landschaften, während er davor Stillleben, Akte, Porträts und Selbstporträts gemalt hatte.
Seine Bilder befinden sich heute im Kunstmuseum der Universität Tel Aviv, wo seit 2004 ein Flügel nach ihm benannt ist, den eine nach ihm benannte Stiftung seiner Familie finanzierte. Weitere Werke befinden sich im Musée d’art et d’histoire du Judaïsme in Paris, einzelne Gemälde in Granville, Céret, Marseille und Troyes.
Auf dem Kunstmarkt wurden in den letzten Jahren zwischen 5000 (Stillleben) und 46.000 US-Dollar (Selbstporträt) für seine Bilder bezahlt.